# Xenix
Xenix — Unix-подібна версія операційної системи, ліцензована Microsoft у AT&T в кінці 1970-х. SCO пізніше придбала виняткові права на програмне забезпечення, замінивши його згодом на SCO UNIX (нині відоме як SCO OpenServer).